# Phacelia incana
Phacelia incana är en strävbladig växtart som beskrevs av Brand. Phacelia incana ingår i Faceliasläktet som ingår i familjen strävbladiga växter. Inga underarter finns listade i Catalogue of Life.

## Bildgalleri

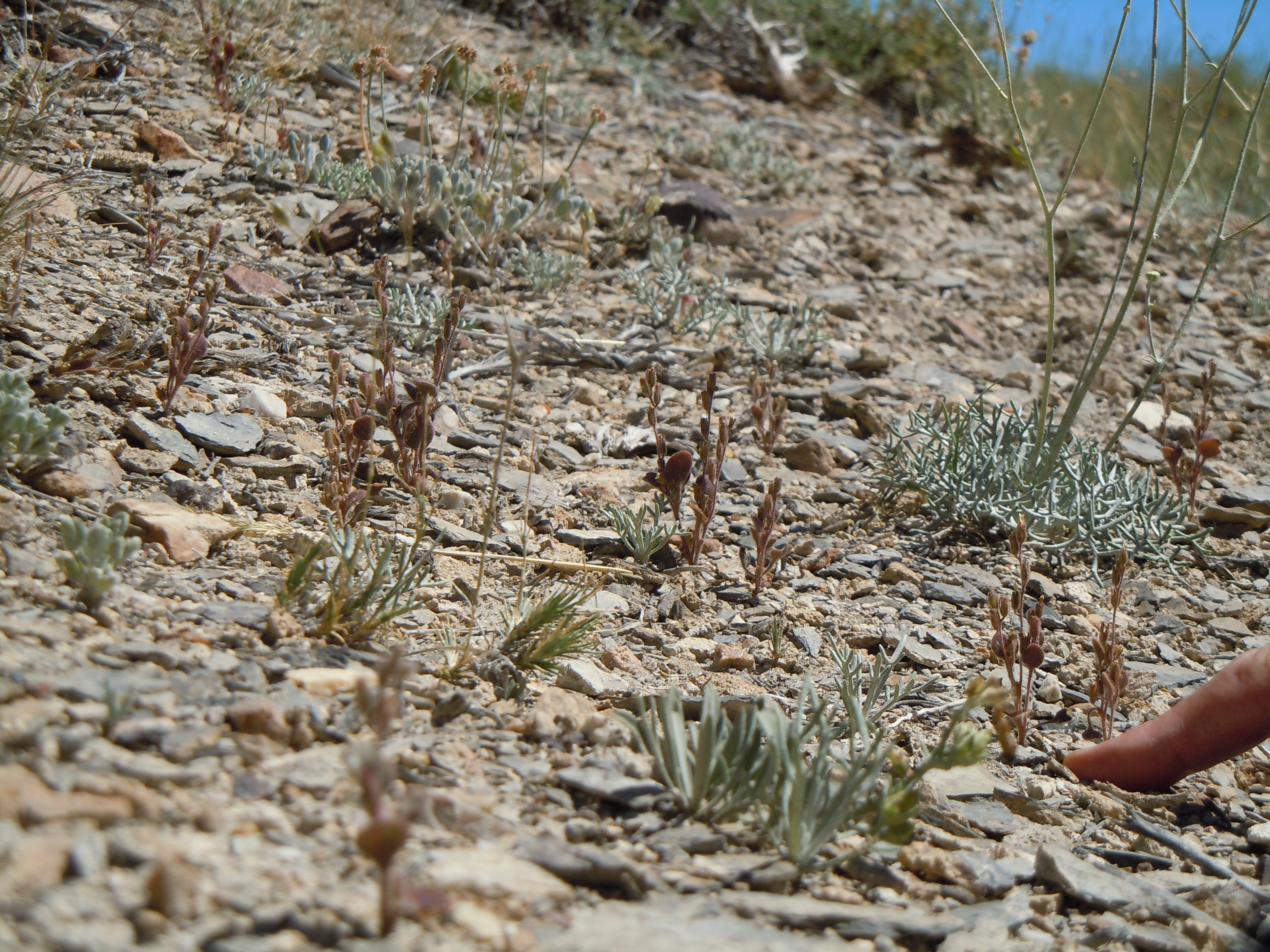
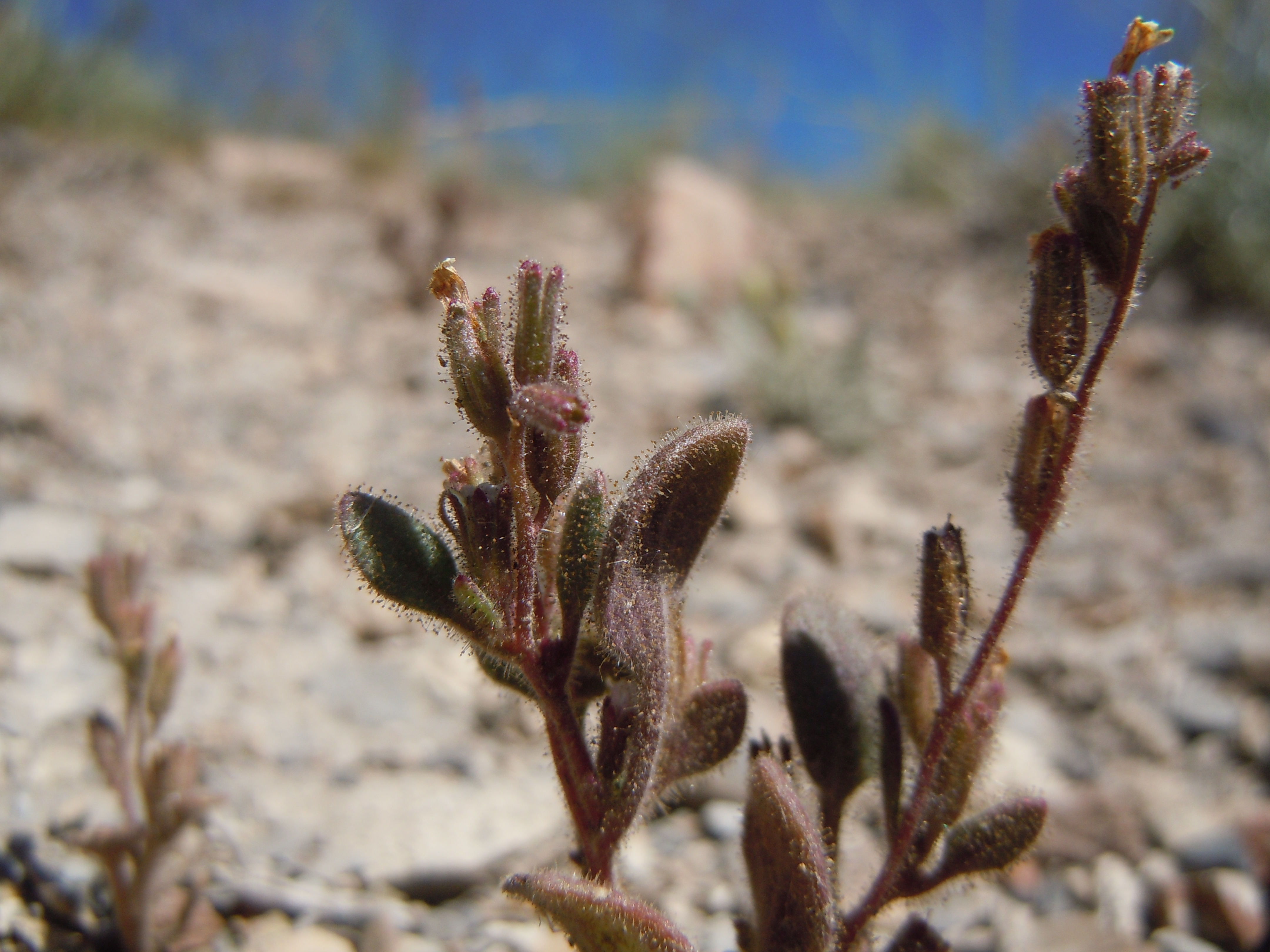
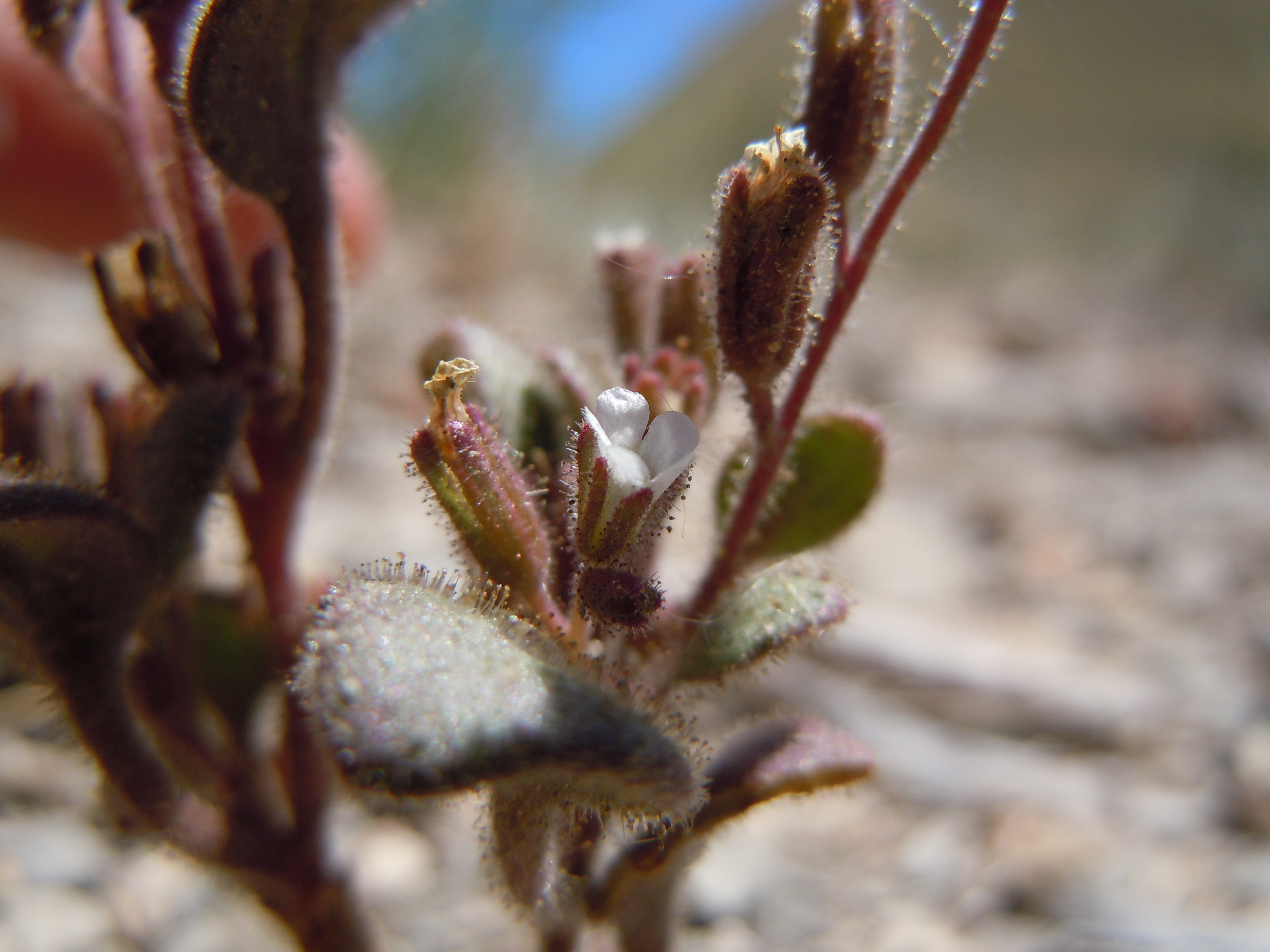
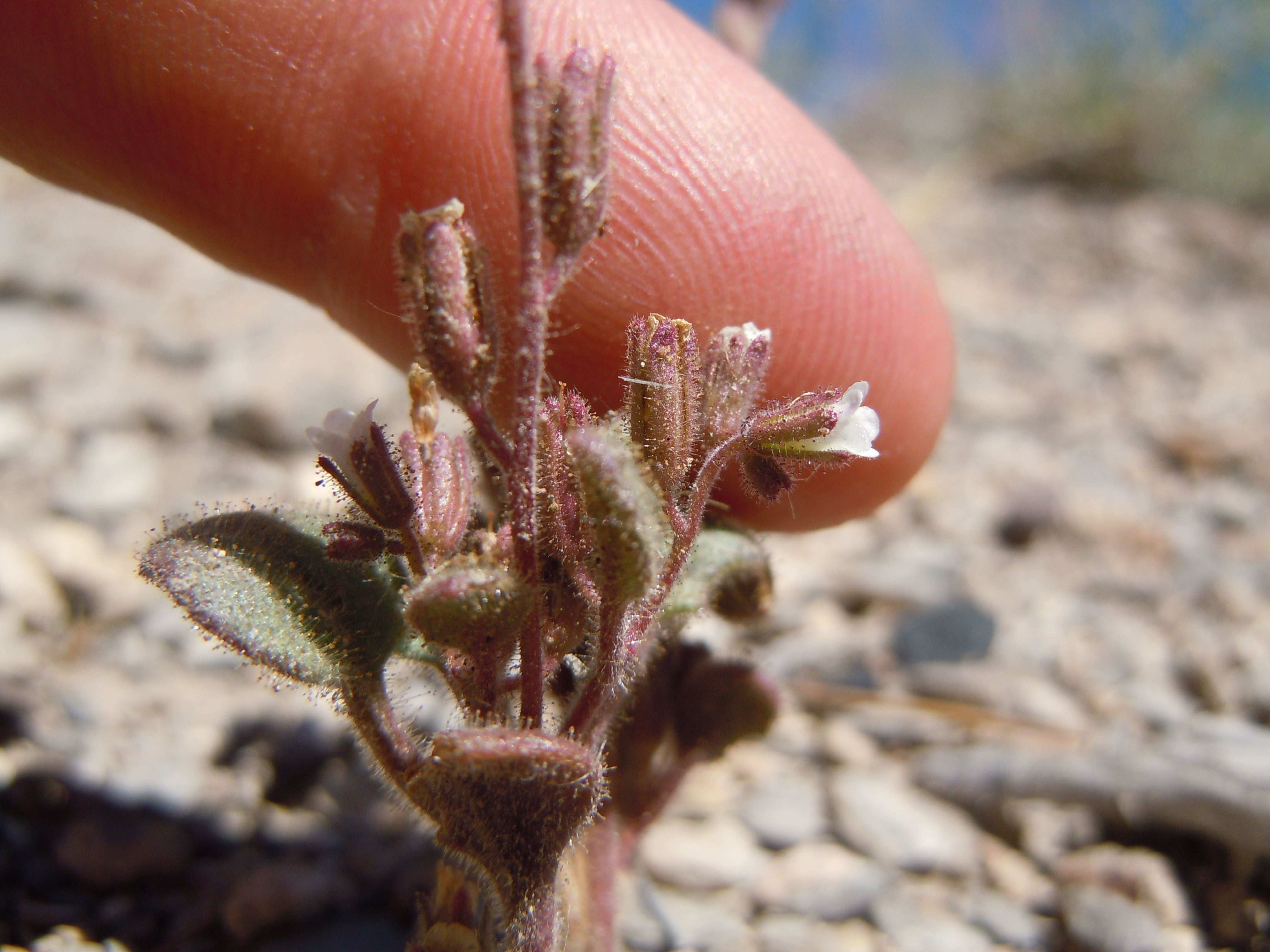
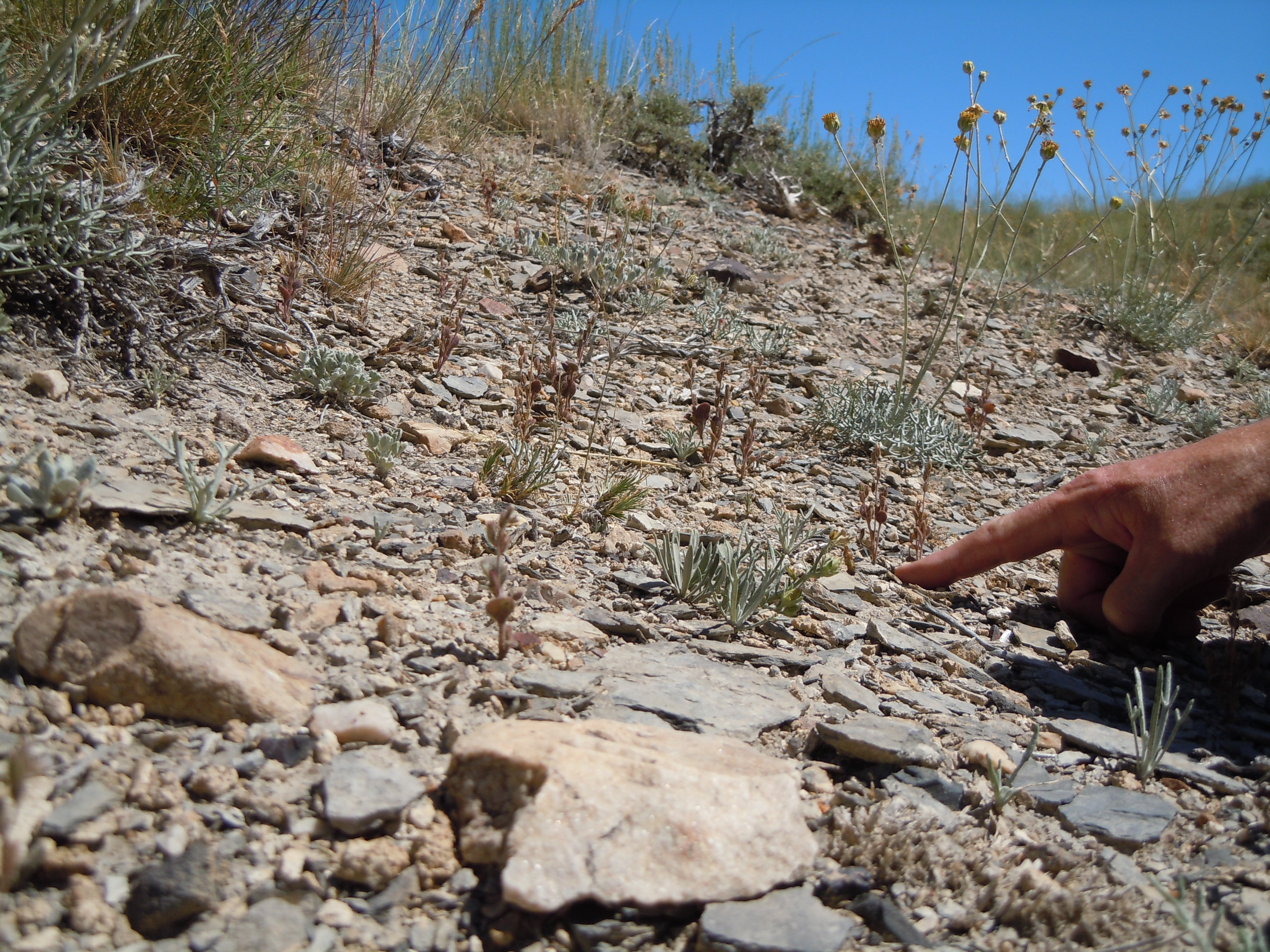
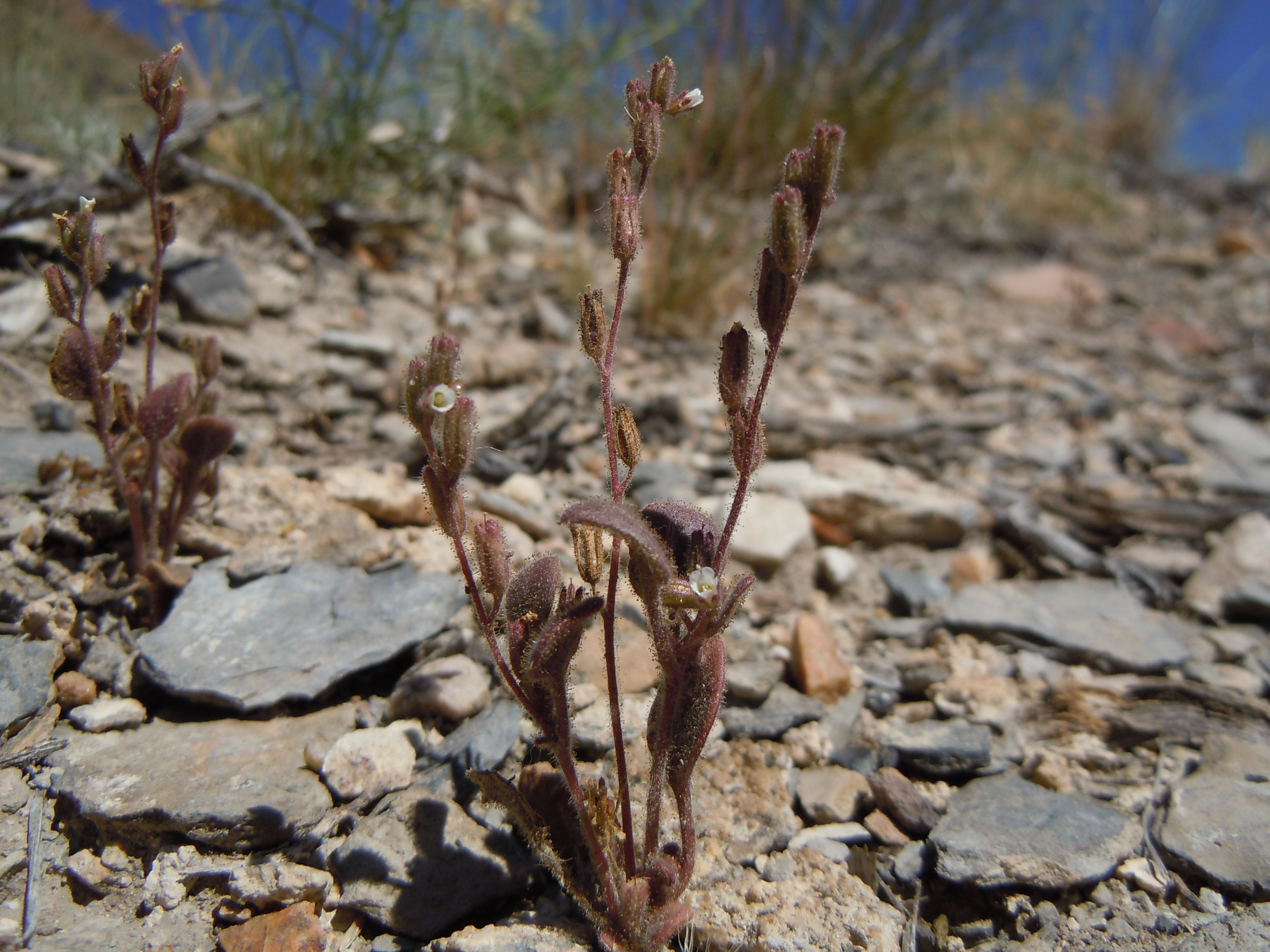